# Puchar Pokoju i Przyjaźni 1963
Sezon 1963 Pucharu Pokoju i Przyjaźni – pierwszy sezon Pucharu Pokoju i Przyjaźni.
Mistrzostwo wywalczyli Heinz Melkus i drużyna NRD.

## Kalendarz wyścigów
Źródło: formula2.net, racingrecords.eu, Autó-Motor
| Runda | Data        | Tor                  | Pole position | Najszybsze okrążenie | Zwycięzca (kierowcy) | Zwycięzca (zespoły) |
| ----- | ----------- | -------------------- | ------------- | -------------------- | -------------------- | ------------------- |
| 1     | 22 lipca    | Gliwice              | ?             | ?                    | Heinz Melkus         | ?                   |
| 2     | 4 sierpnia  | Mińsk                | ?             | Hans-Theo Tegeler    | Frieder Rädlein      | NRD                 |
| 3     | 18 sierpnia | Hohenstein-Ernstthal | Willy Lehmann | Willy Lehmann        | Frieder Rädlein      | ?                   |
| 4     | 25 sierpnia | Brno                 | ?             | ?                    | ?                    | ?                   |
| 5     | ?           | ?                    | ?             | ?                    | ?                    | ?                   |

## Klasyfikacja kierowców
| Legenda oznaczeń w tabelach wyników Wyświetl szablon na nowej stronie | Legenda oznaczeń w tabelach wyników Wyświetl szablon na nowej stronie                                                                     |
| Oznaczenie                                                            | Wyjaśnienie |
| --------------------------------------------------------------------- | --- |
| Złoty                                                                 | Zwycięzca lub mistrzostwo |
| Srebrny                                                               | 2. miejsce lub wicemistrzostwo |
| Brązowy                                                               | 3. miejsce lub II wicemistrzostwo |
| Zielony                                                               | Ukończył, punktował (w klasyfikacji generalnej, gdy zdobył co najmniej jeden punkt na przestrzeni sezonu, poza trzema powyższymi opcjami) |
| Niebieski                                                             | Ukończył, nie punktował (w klasyfikacji generalnej, gdy nie zdobył co najmniej jednego punktu na przestrzeni sezonu)                      |
| Czerwony                                                              | Nie zakwalifikował się (NZ) |
| Czerwony                                                              | Nie prekwalifikował się (NPK) |
| Różowy                                                                | Nie ukończył (NU) |
| Różowy                                                                | Niesklasyfikowany (NS) (w klasyfikacji generalnej, gdy nie został sklasyfikowany w żadnym wyścigu sezonu)                                 |
| Czarny                                                                | Zdyskwalifikowany (DK) |
| Czarny                                                                | Wykluczony (WYK/EX) |
| Biały                                                                 | Nie wystartował (NW) |
| Biały                                                                 | Kontuzjowany (K/INJ) |
| Biały                                                                 | Wyścig odwołany (OD/C) |
| Bez koloru                                                            | Został wycofany (WYC/WD) |
| Bez koloru                                                            | Nie przybył (NP/DNA) |
| Bez koloru                                                            | Nie brał udziału w treningach (NT/DNP) |
| Bez koloru                                                            | Nie został zgłoszony (–) |
| Pogrubienie                                                           | Start z pole position |
| Kursywa                                                               | Najszybsze okrążenie wyścigu |
| †                                                                     | Nie ukończył, ale jego rezultat został zaliczony ze względu na przejechanie więcej niż 90% dystansu wyścigu.                              |
| *                                                                     | Sezon w trakcie |
| 1/2/3                                                                 | Punktowana pozycja w sprincie kwalifikacyjnym                                                                                             |
| Lista systemów punktacji Formuły 1                                    | |

| Poz. | Kierowca              | GLW | MNS | SCH | BRN |   |
| ---- | --------------------- | --- | --- | --- | --- | - |
| 1    | Heinz Melkus          | 1   | 2   | NU  | ?   | ? |
|      | Frieder Rädlein       | ?   | 1   | 1   | ?   | ? |
|      | Józef Kiełbania       | 2   | ?   | ?   | ?   | ? |
|      | Max Byczkowski        | ?   | ?   | 2   | ?   | ? |
|      | Longin Bielak         | 3   | 3   | ?   | ?   | ? |
|      | Hans-Theo Tegeler     | ?   | ?   | 3   | ?   | ? |
|      | Ksawery Frank         | 4   | ?   | ?   | ?   | ? |
|      | Grzegorz Timoszek     | ?   | ?   | 4   | ?   | ? |
|      | Peter Findeisen       | ?   | ?   | 6   | ?   | ? |
|      | Siegfried Seifert     | ?   | ?   | 7   | ?   | ? |
|      | István Sulyok         | –   | 8   | 11  | ?   | ? |
|      | Władysław Szulczewski | ?   | ?   | 8   | ?   | ? |
|      | Christian Pfeiffer    | ?   | ?   | 9   | ?   | ? |
|      | Tibor Széles          | NU  | NU  | 10  | ?   | ? |
|      | Ferenc Kiss           | NU  | –   | NU  | ?   | ? |
|      | Ferenc Demmel         | NU  | –   | –   | ?   | ? |
|      | Jerzy Jankowski       | NU  | ?   | ?   | ?   | ? |
|      | Sándor Kiss           | NU  | –   | –   | –   | – |
|      | Władysław Paszkowski  | NW  | ?   | ?   | ?   | ? |
|      | Béla Tárczi           | –   | NU  | –   | ?   | ? |
|      | Willy Lehmann         | ?   | ?   | NU  | ?   | ? |
|      | Siegmar Bunk          | ?   | ?   | NU  | ?   | ? |